# S/Y Ballad
S/Y Ballad, ursprungligen Anna Marina, är en svensk, bermudariggad, tvåmastad havskappseglare från 1950. Hon ritades av Sparkman & Stephens i USA för generalkonsuln i Bryssel Karl-Erik Hedborg (1889–1988) och tillverkades av Stockholms Båtbyggeri AB i Neglinge. Hon köptes 1962 av Sven Salén och ägs av familjen Salén sedan dess. 
Segelytan (stor + fock) är 209 kvadratmeter, tecken i seglet KR, S236.
S/Y Ballad har deltagit i Gotland Runt varje år sedan införandet av tävlingsklassen Classic år 2005.

## Bildgalleri

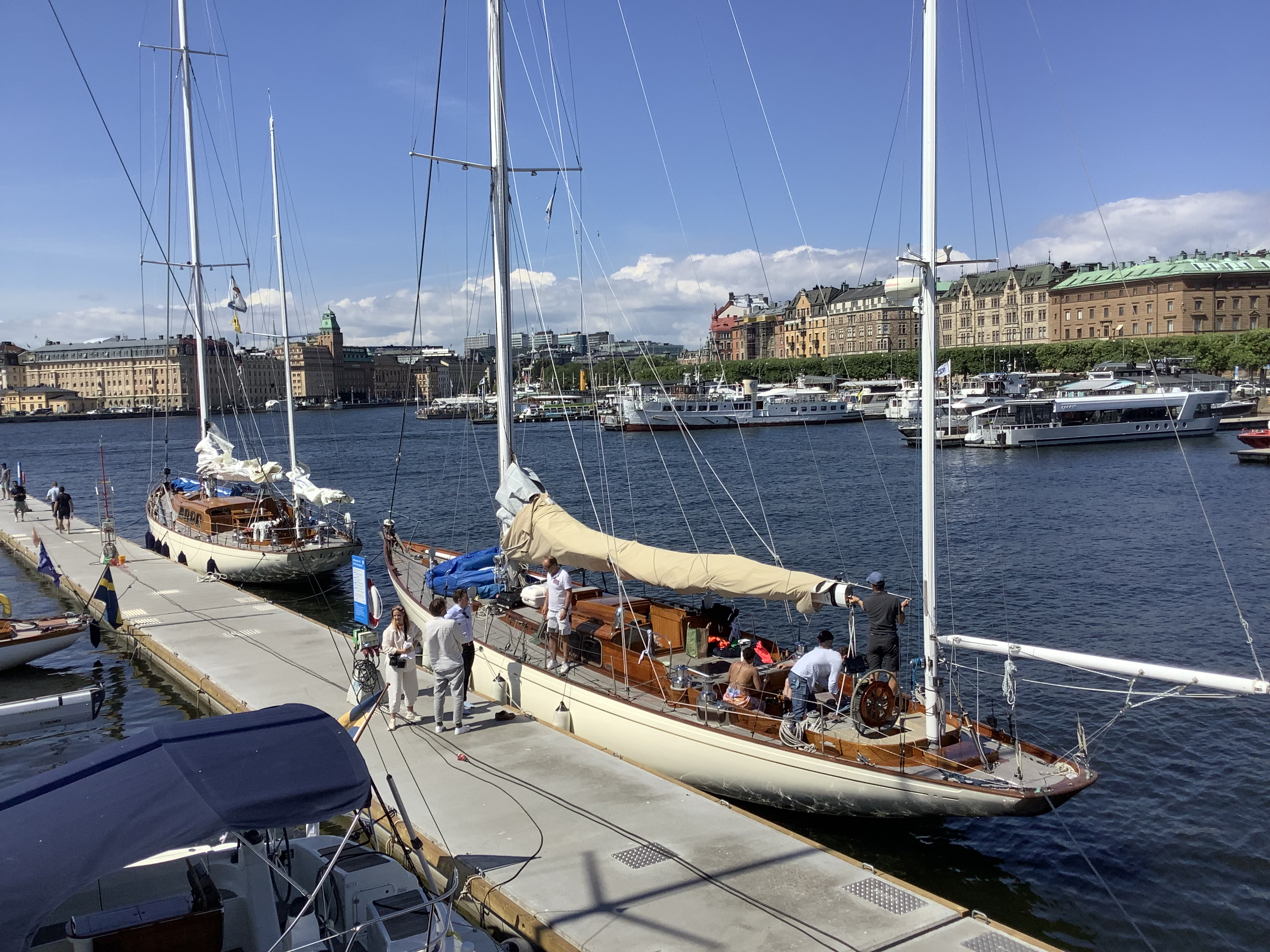
Sparkman & Stephens-ritade Ballad och Refanut i nya KSSS-hamnen i Stockholm inför  Gotland runt 2021.
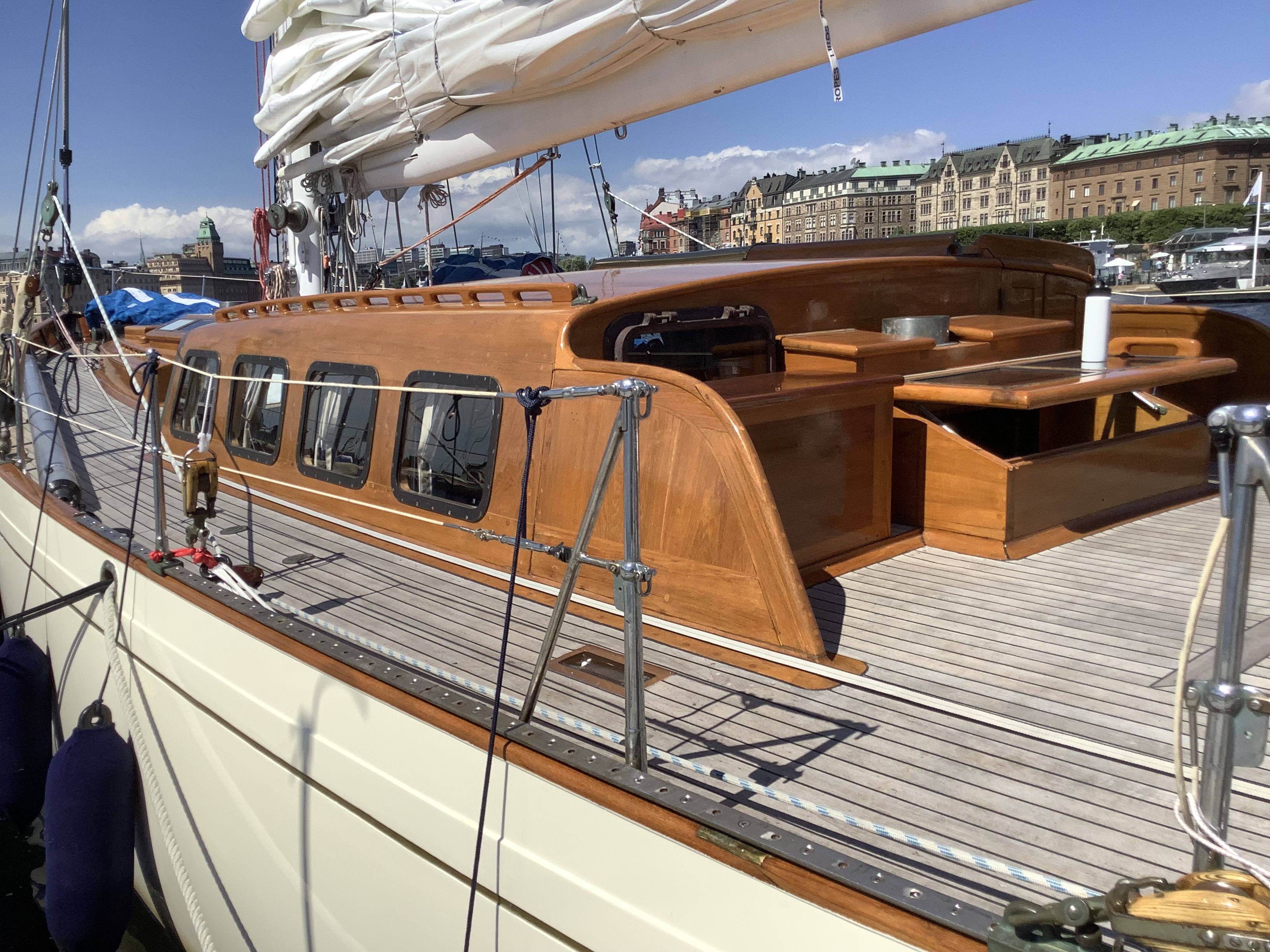
Detalj
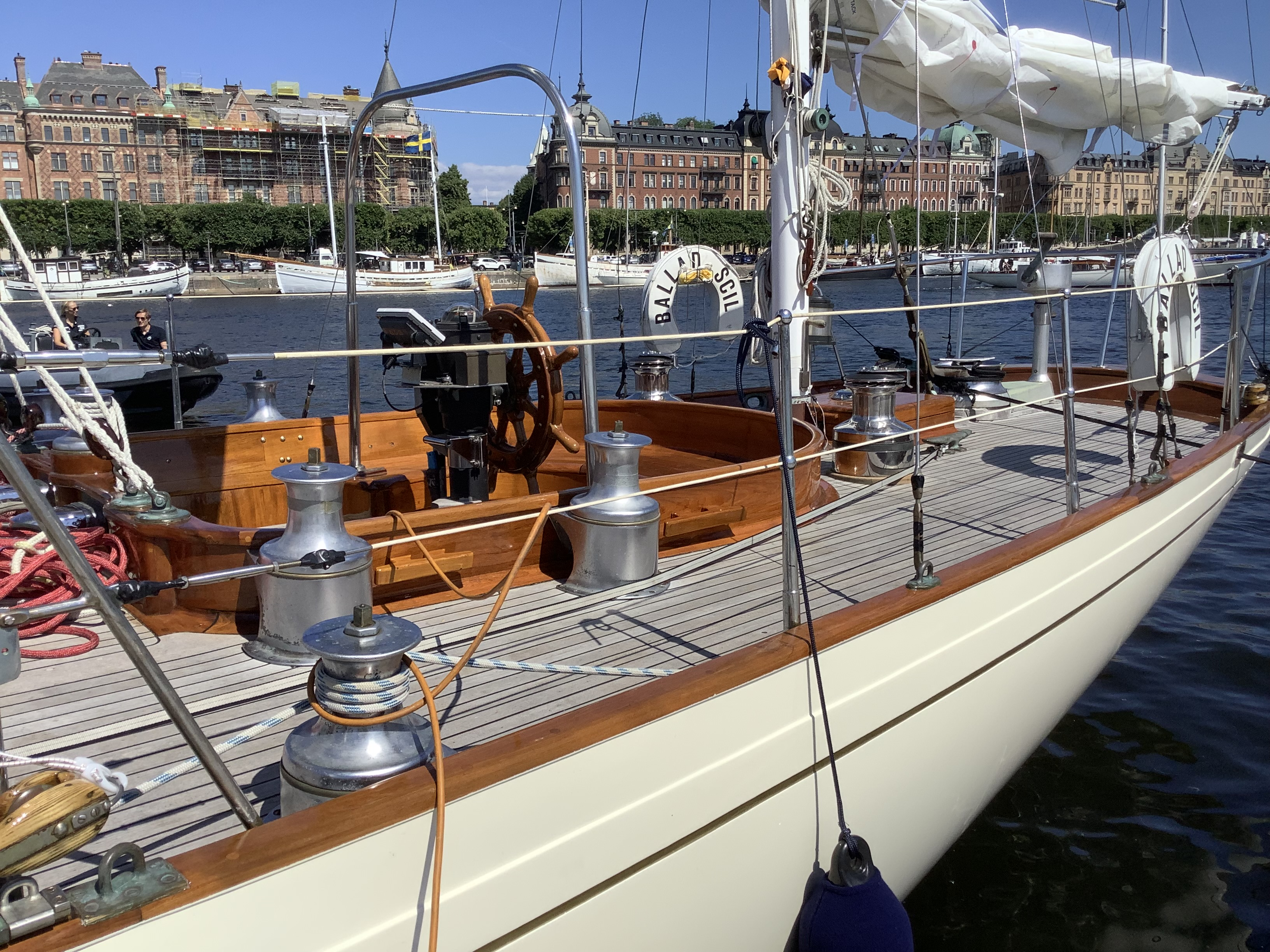
Detalj
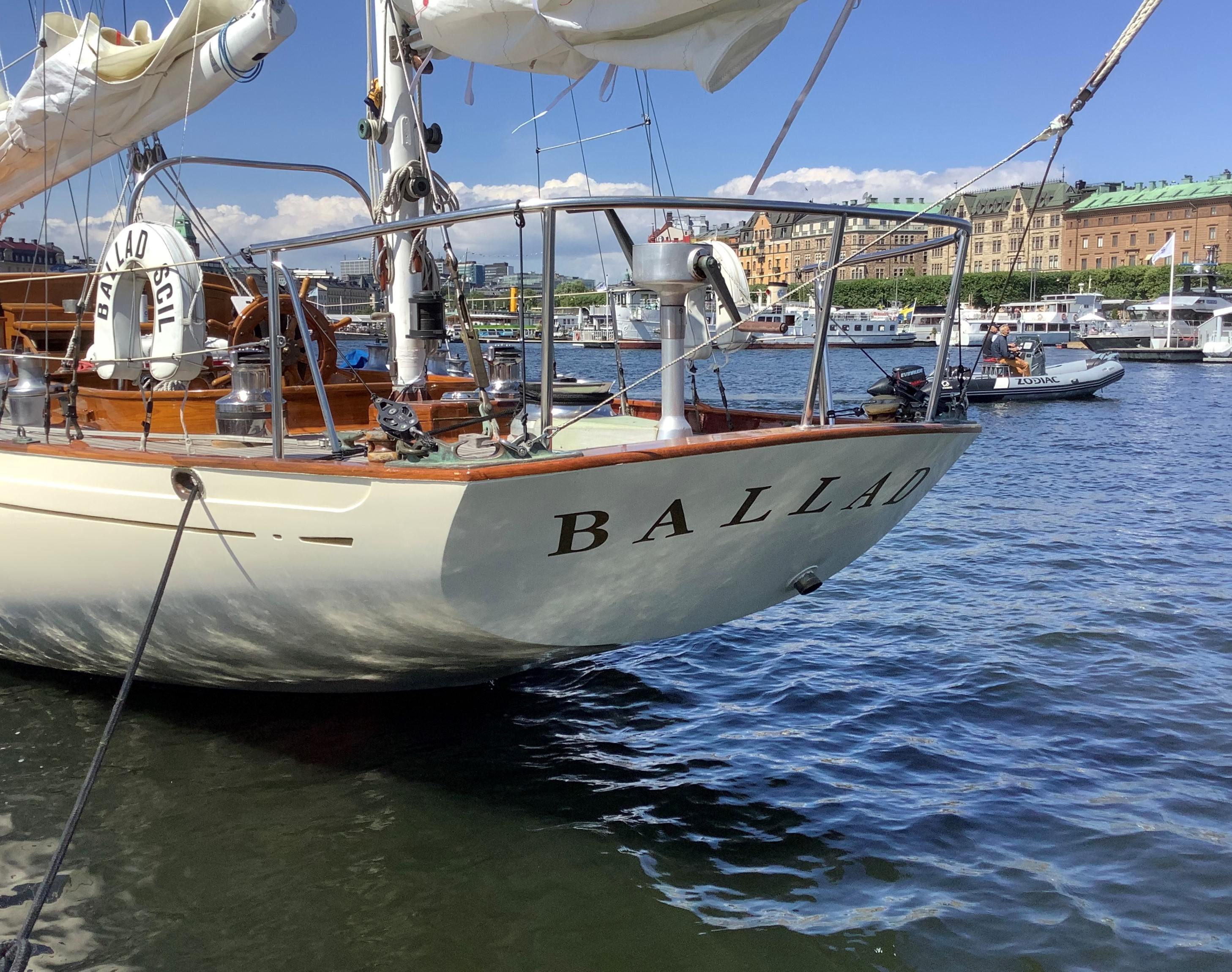
Detalj
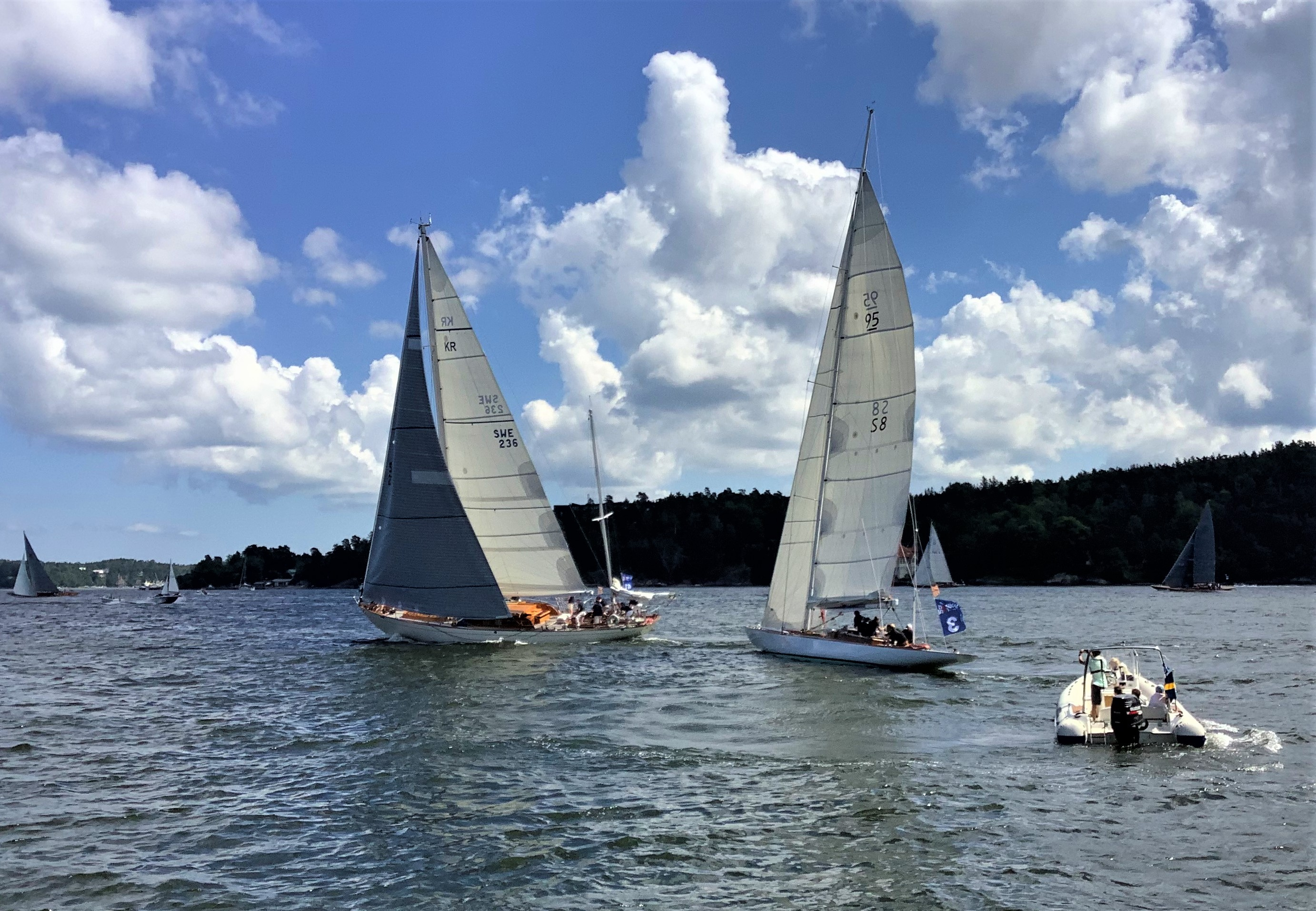
Ballad i Halvkakssundet en knapp halvtimme efter starten av Gotland runt 2021, tätt följd av Tore Holm-ritade S/Y Britt-Marie.